# Torpeur (Tchekhov)
Torpeur (en russe: Sonnaïa odour) est une nouvelle d’Anton Tchekhov, parue en 1885.

## Historique
Torpeur  est initialement publiée dans la revue russe Le Journal de Pétersbourg, no 289, du 21 octobre 1885, signé A.Tchékhonté. Aussi traduit en français sous le titre Engourdissement ensommeillé.

## Résumé
Le greffier lit l’acte d'accusation, l’avocat s’ennuie et laisse son imagination vagabonder. Le greffier continue imperturbable à réciter tous les détails financiers de l’affaire que l’on va juger.

## Édition française
- Torpeur, traduit par Édouard Parayre, in Œuvres I, Paris, Éditions Gallimard, coll. « Bibliothèque de la Pléiade » no 197, 1968  (ISBN 978-2-07-0105-49-6).